# 米涅·渥特絲
米涅·渥特絲 （英語：Minette Walters，1949年9月26日—），英國推理小說作家，目前和丈夫及兩個孩子定居在英國。

## 生平
1992年，米涅·渥特絲以處女作《冰屋》獲頒英國推理作家協會-約翰·克雷西獎最佳新作。第二本小說《女雕刻家》獲頒1993年美國愛倫·坡獎最佳小說獎和麥卡維帝獎。1994年以《毒舌鉤》獲頒英國推理作家協會年度最佳小說金匕首獎，創造連續三年以三本新書獲獎的紀錄。
渥特絲曾任職於雜誌社擔任女性週刊編輯，並有著作浪漫(羅曼史)小說的經歷。渥特絲筆下每一宗罪案都是獨特的，沒有系列神探角色、沒有固定的人事物，且主角和背景大多真實平凡、甚至直探社會底層。她的第一本長篇推理小說《冰屋》於1992年出版，不到四個月即榮獲英國犯罪推理小說最佳新作，隨後兩本新書都榮獲英美兩地偵探小說作家的重要獎項，她是第一個以三本新書連獲三大獎的犯罪推理小說作家。

## 作品列表
（以出版時間排列。正體中文版以臉譜出版社的譯名為主）
- 1992《冰屋（英语：The Ice House (novel)） The Ice House》[1]
- 1993《女雕刻家 The Sculptress》
- 1994《毒舌鉤 The Scold's Bridle》
- 1995《暗室 The Dark Room》[2]
- 1997《回聲 The Echo》[3]
- 1998《暗潮 The Breaker》
- 2000《蛇之形 The Shape of Snakes》[4]
- 2001《死巷 Acid Row》[5]
- 2002《狐狸不祥 Fox Evil》[6]
- 2003《失常 Disordered Minds》[7]
- 2005《魔鬼的羽毛 The Devil's Feather》[8]
- 2007《變色龍之影 The Chameleon's Shadow》[9]

## 獎項紀錄
- 1992- 英國推理作家協會-約翰·克雷西獎: 《冰屋》
- 1993- 美國愛倫坡獎和麥卡維帝獎: 《女雕刻家》
- 1994- 英國推理作家協會-金匕首獎: 《毒舌鉤》
- 1995- 英國推理作家協會金匕首獎(候選): 《暗室》
- 2000- The Pelle Rosenkrantz prize Denmark: 《蛇之形》
- 2001- 英國推理作家協會-金匕首獎(候選): 《死巷》
- 2002- 英國推理作家協會-金匕首獎: 《狐狸不祥》
- 2006- Quick Reads Learners' Favourite award: 《Chickenfeed》
- 2007- Coventry Inspiration Book Award: 《Chickenfeed》

## 戲劇改編
渥特絲的小說曾由英國廣播公司BBC改編成電視劇。
兩個好萊塢當紅頂尖演員丹尼爾·克雷格和克里夫·歐文 曾分別領銜主演《冰屋》和《回聲》裡的角色。
- 1996 《女雕刻家》; Pauline Quirke and Caroline Goodall主演
- 1997 《冰屋》; 丹尼爾·克雷格, Frances Barber and Corin Redgrave主演
- 1998 《毒舌鉤》; Miranda Richardson, Sian Philips, Virginia McKenna and Trudi Styler主演
- 1998 《回聲》; 克里夫·歐文 and Joely Richardson主演
- 1999 《暗室》; Dervla Kirwan and James Wilby主演

## 外部連結
- 米涅·渥特絲個人網站 （页面存档备份，存于）